# Pavão-azul
O pavão-indiano (Pavo cristatus), também conhecido por pavão-comum ou pavão-azul, é uma espécie pertencente ao género Pavo da família Phasianidae. Trata-se de uma ave nativa do subcontinente indiano, sendo a ave nacional da Índia.
Pode ser encontrada em pradarias secas semidesérticas, matagais e florestas perenifólias. Apesar de se alimentar e nidificar no solo, dormem no topo das árvores. A sua alimentação é constituída essencialmente por sementes intercaladas, ocasionalmente, por alguns insetos, frutos e répteis.

## Características
As fêmeas medem cerca de 86 cm de comprimento e pesam cerca de 3,4 kg, enquanto os machos medem em média 2,2 m quando incluída a sua plumagem de acasalamento (107 cm quando só o corpo) e pesam cerca de 5 kg.
Os machos possuem uma plumagem iridescente azul-esverdeada. As penas superiores da sua cobertura são alongadas e ornamentadas com um padrão semelhante a um olho na parte final formando uma cauda, sendo estas as penas de demonstração utilizadas durante a corte. A plumagem das fêmeas é uma mistura de verde esbatido, cinzento e azul iridescente, em que predominam as duas primeiras. Durante a época de acasalamento destacam-se facilmente dos machos pela ausência da longa cauda, enquanto que fora da época de acasalamento podem ser distinguidas pela cor verde do seu pescoço em oposição à cor azul dos machos.
A cauda dos pavões macho (utilizada na corte das fêmeas) é um exemplo de selecção sexual, e embora tenha o nome de cauda, esta é na realidade formada pelas penas superiores da sua cobertura. A cauda propriamente dita é castanha e curta como nas fêmeas.
A sua postura é de 4 a 8 ovos que levam 28 dias a chocar. Os ovos são castanho claros e são postos um por dia, geralmente de tarde. O macho não ajuda no cuidado dos ovos e é polígamo, podendo ter até seis fêmeas.
Alterações genéticas no pavão-azul levam a algumas variações conhecidas como pavão-branco, pavão-de-ombros-negros e pavão-arlequim (resultado do cruzamento do pavão-branco e pavão-de-ombros-negros). O pavão-branco não é albino, uma vez que o albinismo afeta o indivíduo todo, no caso do pavão branco seus olhos são azuis e não vermelhos como o esperado de animais albinos, ao invés o pavão-branco possui uma condição genética chamada de leucismo.

## Galeria

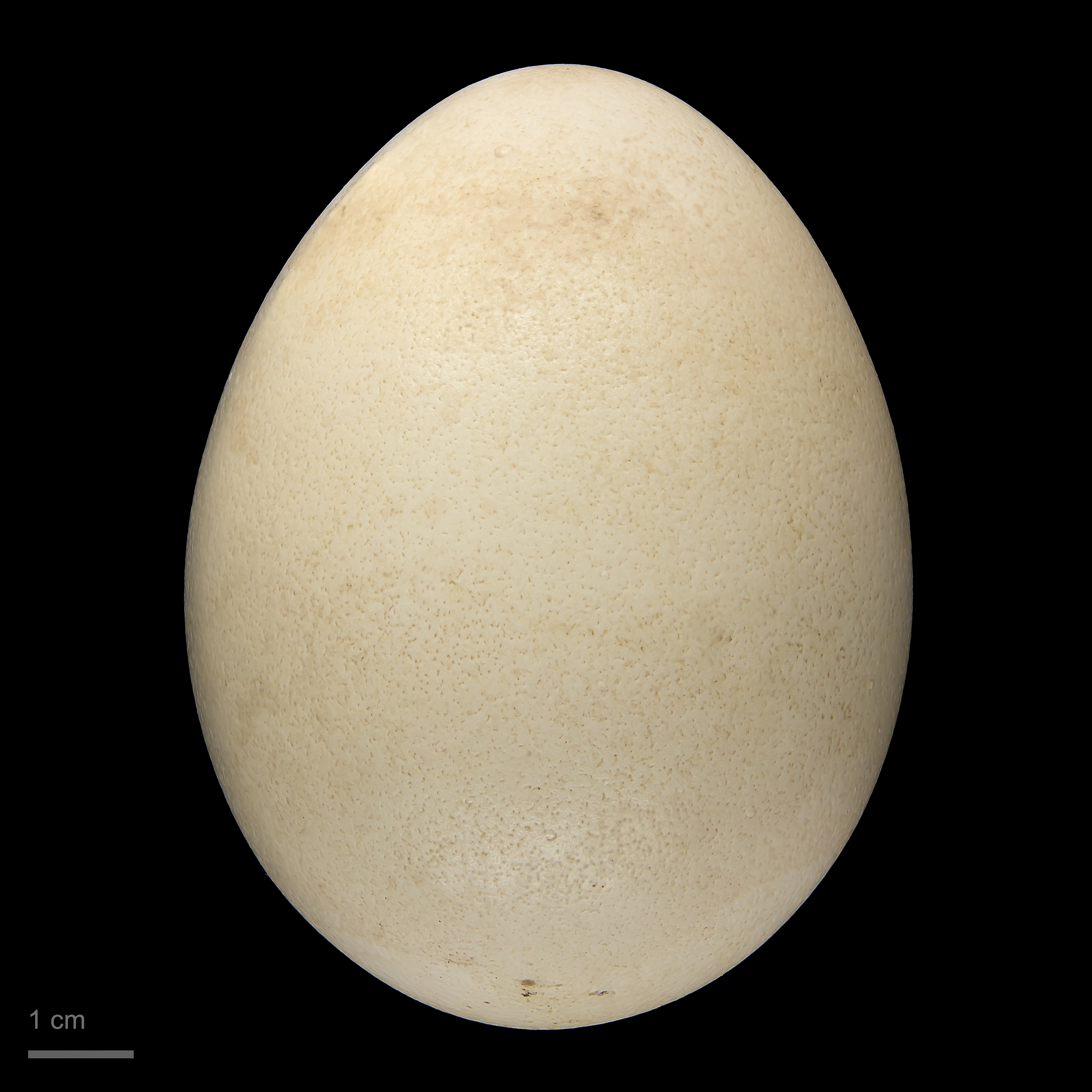
Ovo do Pavão-azul - MHNT
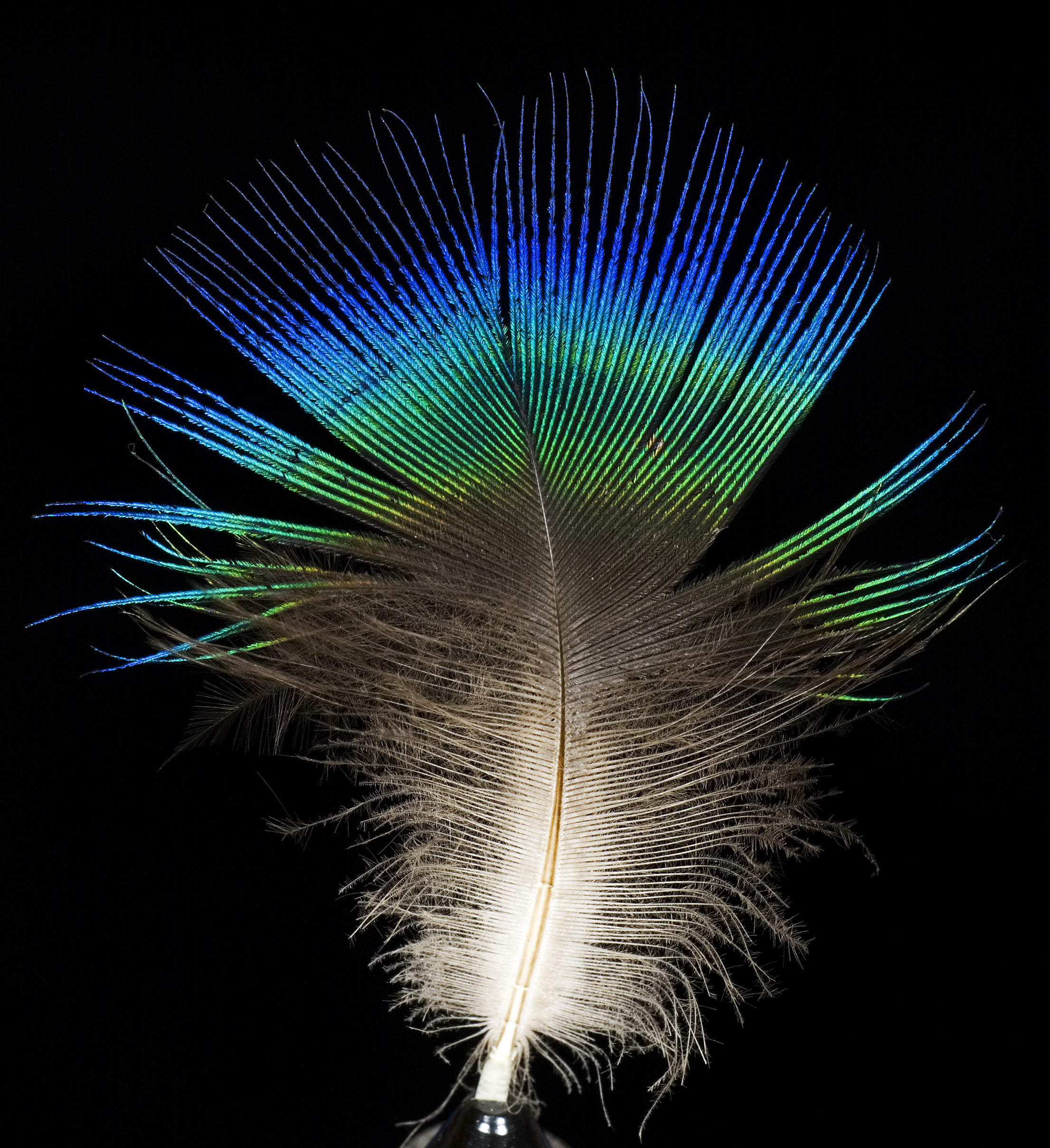
Pena de pavão macho.
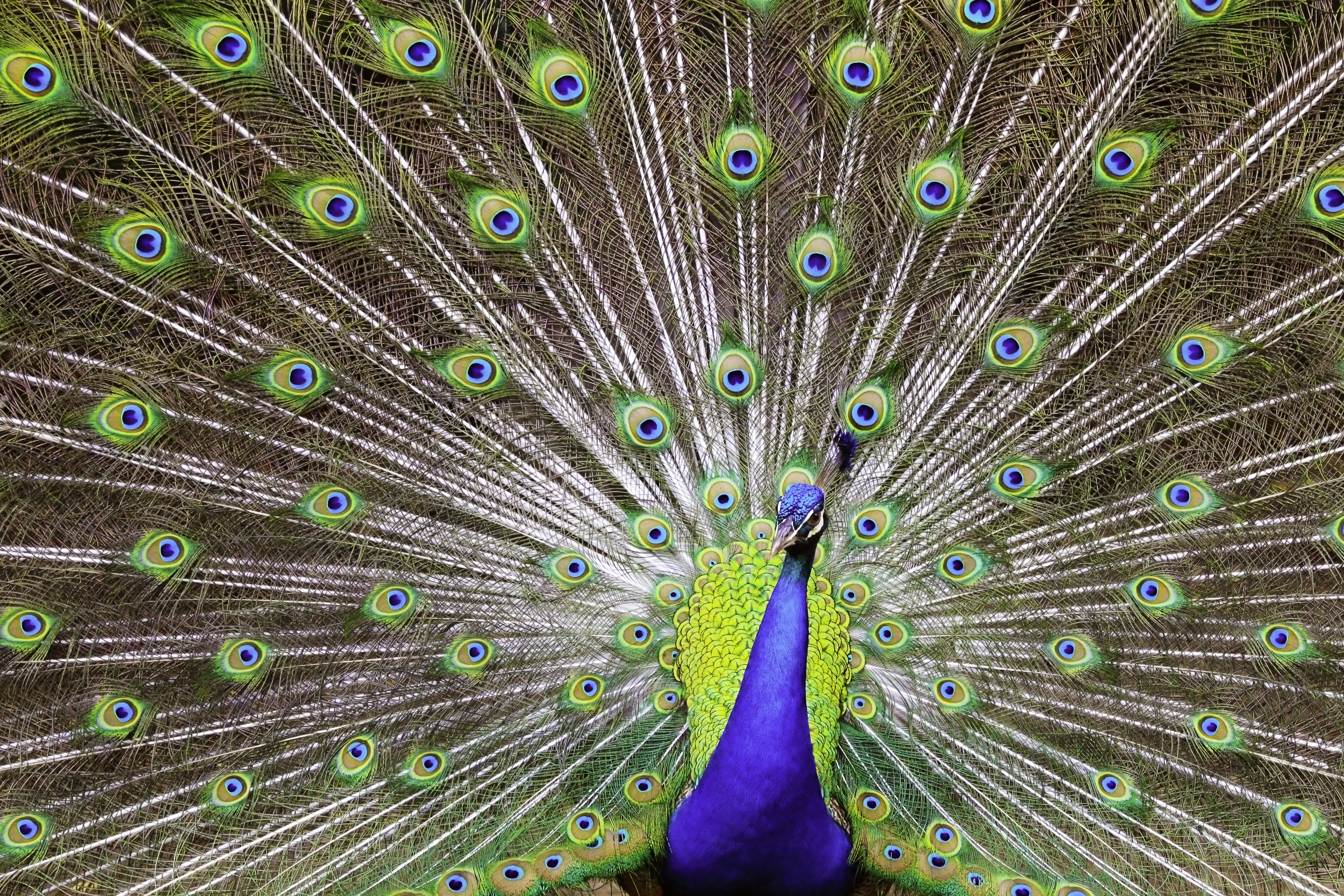
Pavão macho.
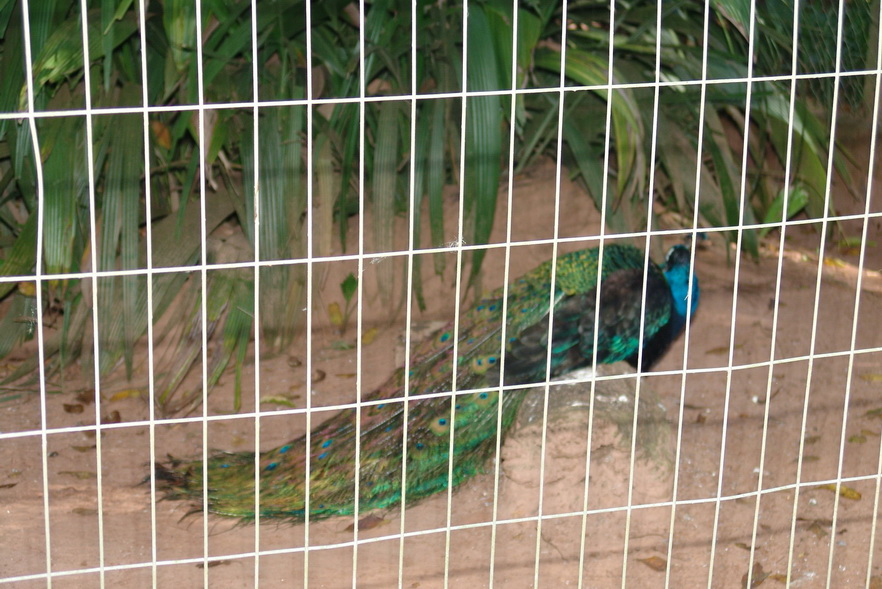
Variação conhecida como Pavão-ombros-negros.
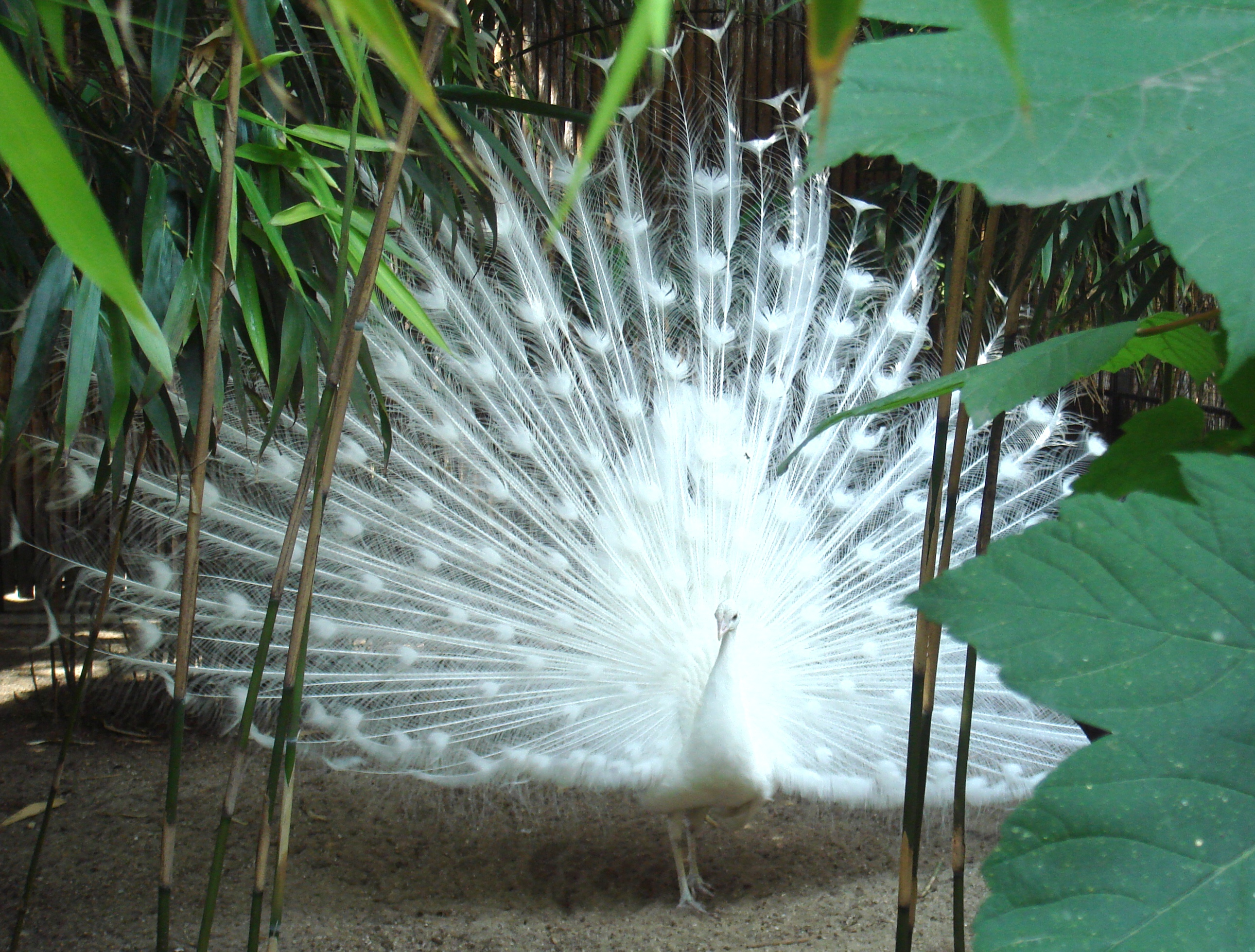
Um pavão-azul [[leucismo|(leucístico).